# Burbank (Califórnia)
Burbank é uma cidade estadunidense do Condado de Los Angeles, no estado da Califórnia. Foi incorporada em 8 de julho de 1911.
É uma comunidade de classe média em ascensão. Burbank é local onde vivem muitos trabalhadores da indústria cinematográfica e televisiva, por conta da localização de importantes estúdios de cinema como Walt Disney Studios e a Warner Bros. Studios. Foi também um local importante para a aviação, onde se localizava a Lockheed Corporation antes de fundir com a Martin Marietta, resultando na atual Lockheed Martin.

## Geografia
De acordo com o United States Census Bureau, a cidade tem uma área de 45 km², onde 44,9 km² estão cobertos por terra e 0,1 km² por água.

## Demografia
Segundo o censo nacional de 2020, a sua população é de 107 mil habitantes e sua densidade populacional é de 2 301,03 hab/km². Possui 44 309 residências, que resulta em uma densidade de 986,61 residências/km².

### Importantes personalidades
- Walter Lantz (1899-1994)
- Holly Marie Combs (1973-)
- Wally Albright (1925-1999)
- Tim Burton (1958-)
- Rod Beck (1968-2007)
- Dick Clark (1929-2012)
- Debbe Dunning (1966-)
- Emily Christine (1994-)
- Soleil Moon Frye (1976-)
- Mark Harmon (1951-)
- Ron Howard (1954-)
- Clint Howard (1959-)
- James J. Jeffries (1875-1953)
- Kelly Johnson (1910-1990)
- Patton Oswalt (1969-)
- Sean Penn (1960-)
- Tom Petty (1950-2017)
- Eve Plumb (1958-)
- Bonnie Raitt (1949-)
- Debbie Reynolds (1932-2016)
- Randy Rhoads (1956-1982)
- John Ritter (1948-2003)
- Doug Savant (1964-)
- Adam Schiff (1960-)
- Martin Scorsese (1942-)
- Kyle Searles (1985-)
- Wil Wheaton (1972-)
- Walt Disney (1901-1966)
- Evan Peters (1987-)
- Wesley Stromberg (1993-)
- Keaton Stromberg (1996-)
- Drew Chadwick (1992-)

## Lista de marcos
A relação a seguir lista as entradas do Registro Nacional de Lugares Históricos em Burbank.
- City Hall-City of Burbank
- US Post Office-Burbank Downtown Station